# Жанысбаев, Руслан Сабитулы
Руслан Сабитулы Жанысбаев (каз. Рұслан Сәбитұлы Жанысбаев; 4 ноября 1995, село Куренбель, Жуалынский район, Жамбылская область, Казахстан) — казахстанский футболист, защитник.

## Карьера
Воспитанник мангистауского футбола. Футбольную карьеру начал в 2014 году в составе клуба «Каспий». В начале 2018 года перешёл в «Атырау». 13 мая 2018 года в матче против клуба «Астана» дебютировал в казахстанской Премьер-лиге. Не закрепившись в западноказахстанском клубе в начале 2019 года вернулся в «Каспий».

## Достижения
«Каспий»
- Серебряный призёр Первой лиги Казахстана: 2019

## Клубная статистика
| Игровая карьера | Игровая карьера | Игровая карьера | Лига | Лига | Кубок | Кубок | Межд. | Межд. | Др. | Др. |
| --------------- | --------------- | --------------- | ---- | ---- | ----- | ----- | ----- | ----- | --- | --- |
| 2014            | Каспий          | Б               | 9    | 0    | 1     | 0     | —     | —     | —   | —   |
| 2015            | Каспий          | Б               | 14   | 0    | —     | —     | —     | —     | —   | —   |
| 2016            | Каспий          | Б               | 22   | 2    | 3     | 0     | —     | —     | —   | —   |
| 2017            | Каспий          | Б               | 21   | 1    | 2     | 0     | —     | —     | —   | —   |
| 2018            | Атырау          | А               | 1    | 0    | —     | —     | —     | —     | —   | —   |
| 2018            | Атырау U-21     | В               | 11   | 10   | —     | —     | —     | —     | —   | —   |
| 2019            | Каспий          | Б               | 19   | 2    | 3     | 0     | —     | —     | —   | —   |
| 2020            | Каспий          | А               | 13   | 0    | —     | —     | —     | —     | —   | —   |
| 2021            | Каспий          | А               | 8    | 0    | 6     | 0     | —     | —     | —   | —   |
| 2021            | Каспий М        | В               | 1    | 0    | —     | —     | —     | —     | —   | —   |
| 2022            | Каспий          | А               | 1    | 0    | —     | —     | —     | —     | —   | —   |